# 5-та танкова дивізія (Третій Рейх)
5-та танкова дивізія (Третій Рейх) (нім. 5. Panzer-Division) — танкова дивізія Вермахту в роки Другої світової війни.

## Історія
5-та танкова дивізія сформована 24 листопада 1938 в Оппельні у 8-му військовому окрузі (нім. Wehrkreis VIII).

## Райони бойових дій та дислокації дивізії
- Німеччина (листопад 1938 — вересень 1939);
- Польща (вересень — листопад 1939);
- Німеччина (листопад 1939 — травень 1940);
- Франція (травень — липень 1940);
- Польща (липень — листопад 1940);
- Румунія (листопад 1940 — квітень 1941);
- Югославія (квітень — травень 1941);
- Греція (травень — червень 1941);
- Німеччина (Резерв ОКХ) (червень — жовтень 1941);
- Східний фронт (центральний напрямок) (червень 1941 — липень 1944);
- Курляндський котел (липень — серпень 1944);
- Німеччина (Східна Пруссія) (серпень 1944 — травень 1945).

## Командування

### Командири
- генерал-лейтенант Генріх фон Фітингоф (нім. Heinrich von Vietinghoff-Scheel) (24 листопада 1938 — 8 жовтня 1939);
- генерал-лейтенант Макс фон Гартліб-Вальспорн (нім. Max von Hartlieb-Walsporn) (8 жовтня 1939 — 29 травня 1940);
- генерал-лейтенант, з 1 серпня 1940 генерал артилерії Йоахім Лемельзен (нім. Joachim Lemelsen) (29 травня — 25 листопада 1940);
- генерал танкових військ Густав Фен (нім. Gustav Fehn) (25 листопада 1940 — 10 серпня 1942);
- генерал-лейтенант Едуард Мец (нім. Eduard Metz) (10 серпня 1942 — 1 лютого 1943);
- генерал-майор Йоганнес Недтвіг (нім. Johannes Nedtwig) (1 лютого — 5 липня 1943);
- генерал-лейтенант Ернст Фелікс Фекенштедт (нім. Ernst Felix Fäckenstedt) (5 липня — 7 вересня 1943);
- генерал танкових військ Карл Декер (нім. Karl Decker) (7 вересня 1943 — 16 жовтня 1944);
- генерал-майор Рудольф Ліпперт (нім. Rudolf Lippert) (16 жовтня 1944 — 5 лютого 1945);
- генерал-майор Гюнтер Гоффманн-Шенборн (нім. Günther Hoffmann-Schönborn) (5 лютого — 18 квітня 1945);
- оберст резерву Ганс-Георг Герцог (нім. Hans-Georg Herzog) (18 квітня — 8 травня 1945).

## Нагороджені дивізії
Нагороджені дивізії
|  | Кавалери Золотого Німецького Хреста                                                                      | 128 |
|  | Кавалери Срібного Німецького Хреста                                                                      | 2 |
|  | Кавалери Лицарського хреста Залізного хреста з Дубовим листям та Мечами                                  | 1 (№ 46 гауптман Фріц Фессман — 31.01.1944) |
|  | Кавалери Лицарського хреста Залізного хреста з Дубовим листям                                            | 6 (№ 394 оберст Генріх-Вальтер Бронсарт фон Шеллендорфф — 12.02.1944 № 458 майор Вільгельм Древес — 20.04.1944 № 466 генерал-майор Карл Декер — 04.05.1944 № 642 оберст-лейтенант Гергард Фрідріх — 03.11.1944 № 729 оберст Йоахім Зандер — 05.02.1945 № 798 оберст-лейтенант Ганс-Георг Герцог — 23.03.1945) |
|  | Кавалери Лицарського хреста Залізного хреста                                                             | 57 |
|  | Кавалери Лицарського хреста Залізного хреста, удостоєних Хреста Воєнних Заслуг                           | 1 |
|  | Кавалери Почесної Відзнаки Сухопутних військ «Почесна пряжка на орденську стрічку для Сухопутних військ» | 24 |

- Нагороджені Сертифікатом Пошани Головнокомандувача Сухопутних військ (4)
- Нагороджені Сертифікатом Пошани Головнокомандувача Сухопутних військ за збитий літак противника (1)

## Бойовий склад 5-ї танкової дивізії
- штаб дивізії
- 5-та мотопіхотна бригада:
  - 13-й мотопіхотний полк (з 1939)
  - 14-й мотопіхотний полк (з 1939)
- 5-та танкова бригада:
  - 15-й танковий полк
  - 31-й танковий полк
- 119-й моторизований артилерійський полк
- 53-й полк самохідної артилерії
- 89-й інженерно-саперний батальйон
- 8-й моторизований розвідувальний батальйон
- 77-й танковий батальйон зв'язку
- 85-й інтендантський загін
- 85-й навчальний батальйон

- штаб дивізії
- 5-та мотопіхотна бригада:
  - 13-й мотопіхотний полк
  - 14-й мотопіхотний полк
  - 704-та важка артилерійська батарея
- 8-ма танкова бригада:
  - 15-й танковий полк
  - 31-й танковий полк
- 116-й артилерійський полк
- 8-й розвідувальний батальйон
- 53-й винищувально-протитанковий дивізіон
- 89-й інженерно-саперний батальйон
- 77-й батальйон зв'язку
- 85-й інтендантський загін

- штаб дивізії
- 31-й танковий полк
- 13-й танково-гренадерський полк
- 14-й танково-гренадерський полк
- 116-й артилерійський полк
- 5-й розвідувальний батальйон
- 288-й зенітний дивізіон
- 53-й винищувально-протитанковий дивізіон
- 89-й саперний батальйон
- 77-й батальйон зв'язку
- 85-й інтендантський загін
- 116-й навчальний батальйон